# Dicephalospora rufocornea
Dicephalospora rufocornea är en svampart som först beskrevs av Berk. & Broome, och fick sitt nu gällande namn av Spooner 1987. Dicephalospora rufocornea ingår i släktet Dicephalospora och familjen Rutstroemiaceae.   Inga underarter finns listade i Catalogue of Life.